# Shūichi Ikeda
Shūichi Ikeda (池田 秀一?, Ikeda Shūichi; Tōkyō, 2 dicembre 1949) è un doppiatore giapponese (seiyū) veterano.
È di gruppo sanguigno O. Ikeda è sposato con Sakiko Tamagawa, sebbene un tempo fosse sposato con Keiko Toda. Al momento lavora per la Tōkyō Haiyū Seikatsu Kyōdō Kumiai. È noto soprattutto per il ruolo di Char Aznable in molteplici serie di Gundam.

## Ruoli interpretati

### Anime
- Arc the Lad (Shuu)
- Hunter × Hunter (2011) (Kaito)
- Zillion (Maggiore Max Shīdo)
- Ueki no Hōsoku (Margarette)
- Utawarerumono (Dii)
- SD Gundam Force (Comandante Sazabī)
- Gunslinger Girl (Fermi)
- Mobile Suit Gundam (Char Aznable, Oscar Dublin)
- Mobile Suit Zeta Gundam (Quattro Bajeena/Char Aznable)
- Mobile Suit Gundam SEED Destiny (Gilbert Durandal)
- Kindaichi shōnen no jikenbo (Yuuichi Yukimuro)
- Keroro (Baio Nishizawa)
- Saiunkoku Monogatari (Shouka Kou, Narratore)
- City Hunter '91 (Kuwata)
- Saint Seiya (Milo dello Scorpione)
- Tenjō Tenge (Shin Natsume)
- Naruto (Sazanami Tōkichi)
- Project ARMS (Jabberwock)
- Machine Robo: Chronos no Dai Gyakushū (Devil Rock Clay)
- Daitarn 3 (Commander Radikku)
- Detective Conan (Shūichi Akai, Tōichi Kuroba)
- Monster (Martin Resuto)
- Rosario + Vampire (Kuyou)
- Kenshin samurai vagabondo (Hiko Seijūrō XIII)
- One Piece (Shanks il Rosso, Figarland Shamrock)

### OAV
- Arslan Senki (Hirumes)
- Ginga Eiyū Densetsu (Ulrich Kessler)
- Kenritsu Chikyū Bōeigun (Chilthonian)
- Shinseiki GPX Cyber Formula SAGA (Kyōshirō Nagumo)
- Shinseiki GPX Cyber Formula SIN (Kyōshirō Nagumo)
- Unkai no Meikyuu Zeguy
- Dallos (Alex)
- Chōjin Locke (Lord Leon)
- Dream Hunter Rem (Kaimaru Kidō)
- Mobile Suit Gundam Unicorn (Full Frontal)
- Record of Lodoss War (Lord Cashew)

### Film
- Mobile Suit Gundam (Char Aznable)
- Mobile Suit Gundam: Char's Counterattack (Char Aznable)
- Hi no Tori 2772: Ai no Cosmozone (Rock)
- Arslan Senki (Hirumes)
- Project A-ko (Capitano)
- Maho no Shima e (Torubi)

### Videogiochi
- Arc the Lad II (Shu)
- Arc the Lad III (Shu)
- Dynasty Warriors: Gundam (Quattro Bajeena/Char Aznable)
- Dynasty Warriors: Gundam 2 (Quattro Bajeena/Char Aznable)
- Dynasty Warriors: Gundam 3 (Quattro Bajeena/Char Aznable, Full Frontal)
- Final Fantasy XIV: A Realm Reborn (Lahabrea)
- Final Fantasy XIV: Heavensward (Lahabrea)
- Final Fantasy XIV: Endwalker (Hephaistos)
- Gungrave Overdose (Garino Creale Corsione)
- Hunter × Hunter: Nen × Impact (Kaito)
- Kingdom Hearts Re:Chain of Memories (Marluxia)
- Kingdom Hearts II Final Mix (Marluxia)
- Kingdom Hearts 358/2 Days (Marluxia)
- Kingdom Hearts III (Marluxia)
- Majikoi! R (Frank Friedrich)
- Makai Kingdom: Chronicles of the Sacred Tome (Seedle)
- Mobile Suit Gundam: Journey to Jaburo (Char Aznable)
- Mobile Suit Gundam: Encounters in Space (Char Aznable)
- Mobile Suit Gundam SEED Battle Destiny (Gilbert Durandal)
- One Piece: Grand Battle! (Shanks il Rosso)
- One Piece: Grand Battle! 2 (Shanks il Rosso)
- One Piece: Treasure Battle! (Shanks il Rosso)
- One Piece: Ocean's Dream! (Shanks il Rosso)
- One Piece: Grand Battle! 3 (Shanks il Rosso)
- One Piece: Grand Battle (Shanks il Rosso)
- One Piece: Unlimited Adventure (Shanks il Rosso)
- One Piece Unlimited Cruise 2: Il Risveglio di un Eroe (Shanks il Rosso)
- One Piece: Unlimited Cruise SP 2 (Shanks il Rosso)
- One Piece: Unlimited World Red (Shanks il Rosso)
- One Piece: Pirate Warriors 3 (Shanks il Rosso)
- One Piece: Burning Blood (Shanks il Rosso)
- One Piece: Pirate Warriors 4 (Shanks il Rosso)
- Persona 5 (Masayoshi Shido)
- Persona 5 Royal (Masayoshi Shido)
- Resident Evil: Revelations (Jack Norman)
- Sakura Wars 2: Thou Shalt Not Die (Robert Chateaubriand)
- Shadow Hearts: Covenant (Blanca)
- Shin Megami Tensei IV: Apocalypse (Dagda)
- Strider (versione Turbografix) (Solo)
- Super Robot Wars Alpha (Quattro Bajeena/Char Aznable)
- Super Robot Wars Alpha Gaiden (Quattro Bajeena/Char Aznable)
- Super Robot Wars Alpha 2 (Char Aznable)
- Super Robot Wars A Portable (Quattro Bajeena/Char Aznable)
- Super Robot Wars Z (Quattro Bajeena/Char Aznable, Gilbert Durandal)
- Super Robot Wars Z2: Destruction Chapter (Quattro Bajeena/Char Aznable)
- Super Robot Wars Z2: Rebirth Chapter (Quattro Bajeena/Char Aznable)
- Super Robot Wars Z3: Hell Chapter (Char Aznable, Full Frontal)
- Super Robot Wars Z3: Heaven Chapter (Char Aznable, Full Frontal)
- Super Robot Wars V (Full Frontal)
- Super Robot Wars X (Char Aznable)
- Super Robot Wars T (Char Aznable)
- Super Robot Wars 30 (Quattro Bajeena/Char Aznable)
- Tech Romancer (Herman, Shadow Red, Comandante Ogami)
- The Sniper (Harry C. Spencer)
- The Sniper 2 (Harry C. Spencer)
- Thousand Arms (Shaft)
- Valkyrie Profile (Odino)
- Valkyrie Profile 2: Slimeria (Odino)
- Xenoblade Chronicles X (Aegaeon)
- Xenoblade Chronicles 2: Torna - The Golden Country (Aegaeon)